# 李戡 (唐朝)
李戡（?—?），又名李飞、李天授，字定臣，唐朝宗室，唐高祖侄子渤海敬王李奉慈的七世孙。

## 生平
李戡年幼时成为孤儿。十岁就很好学，寒冬时，砍柴取暖。夜晚没有油灯，于是就默诵所学。三十岁时，明《六经》，举进士，参加礼部试，官吏唱名才能进入，李戡引以为耻。第二天，回到江东，隐居阳羡里。阳羡百姓有争斗不决，不去官府而请李戡来辨明。他的论著有数百篇。素来讨厌元和年间元稹、白居易的诗，认为它们艳丽不逞，而世人却很看重。于是搜集类古诗人的诗句，定为唐诗三卷，以讥讽端正诗风之失。平卢节度使王彦威表奏他为巡官，幕府迁移，李戡回到洛阳，去世。

## 家族
- 九世祖：李昞，唐世祖
- 八世祖：李湛，蜀王
- 七世祖：李奉慈，左衛大將軍、渤海敬王
- 六世祖：李義節，眉州刺史
- 高祖父：李振，延州別駕
- 曾祖父：李嗣金，浙西長史
- 祖父：李槓，盈川县令
- 父：李䔲，浦阳县尉
  - 李戡，平盧節度判官
    - 子：李審之
    - 子：李鼎郎